# Veleštírovití
Veleštírovití (Scorpionidae) je čeleď štírů. Patří do ní např. rody:
- Opistophthalmus
- Heterometrus
- Scorpio maurus
- Pandinus

Rod Scorpio s jediným druhem Scorpio maurus je někdy nazýván prostě štír boxer nebo štír maurský, častější název je veleštír boxer. Rodem s odlišným českým názvem, někdy počítaným do čeledi Scorpionidae, je rod Urodacus s názvem australoštír.